# فلاديمير سافرونوف
فلاديمير سافرونوف (29 ديسمبر 1934 – 26 ديسمبر 1979) هو ملاكم من الاتحاد السوفيتي راحل، مثّل بلاده في الألعاب الأولمبية الصيفية 1956 وحقق الميدالية الذهبية في فئة وزن الريشة.

## روابط خارجية
فلاديمير سافرونوف على موقع أوليمبيديا (الإنجليزية)